# Convocazioni al World Grand Prix 2013
Elenco delle giocatrici convocate per il World Grand Prix 2013.

## Algeria
| N° | Nome                 | Ruolo | Data di nascita  | Squadra        |
| -- | -------------------- | ----- | ---------------- | -------------- |
| -  | Aimad Eddine Saidani | All   |                  |                |
| 1  | Nadira Oumghar       | C     | 9 ottobre 1994   | Seddouk Béjaïa |
| 2  | Dallal Achour        | S     | 3 novembre 1994  | NR Blida       |
| 3  | Salima Hammouche     | L     | 17 gennaio 1984  | GS Pétroliers  |
| 6  | Silya Magnana        | P     | 16 marzo 1991    | MB Béjaïa      |
| 11 | Mouni Abderrahim     | S     | 19 novembre 1985 | MB Béjaïa      |
| 12 | Safia Boukhima       | S     | 10 gennaio 1991  | GS Pétroliers  |
| 13 | Nawal Mansouri       | L     | 1º agosto 1985   | MB Béjaïa      |
| 15 | Aicha Mezemate       | C     | 6 giugno 1991    | Amiens         |
| 16 | Siham Saoud          | O     | 18 luglio 1993   | ASW Béjaïa     |
| 18 | Tassadit Aïssou      | C     | 19 giugno 1989   | Nedjmet Chlef  |
| 20 | Ousalah Yasmine      | P     | 4 settembre 1993 | ASW Béjaïa     |
| 21 | Nawel Hammouche      | S     | 4 luglio 1993    | ASW Béjaïa     |

## Argentina
| N° | Nome               | Ruolo | Data di nascita   | Squadra          |
| -- | ------------------ | ----- | ----------------- | ---------------- |
| -  | Guillermo Orduna   | All   | -                 |                  |
| 1  | Lucía Gaido        | L     | 19 gennaio 1988   | Știința Bacău    |
| 2  | Josefina Fernández | S     | 17 agosto 1991    | Alba-Blaj        |
| 3  | Yamila Nizetich    | S     | 27 gennaio 1989   | Calais           |
| 5  | Lucía Fresco       | O     | 14 maggio 1991    | Potsdam          |
| 7  | Natalia Aispurúa   | C     | 20 dicembre 1991  | Boca Juniors     |
| 10 | Emilce Sosa        | C     | 11 settembre 1987 | Știința Bacău    |
| 11 | Georgina Pinedo    | S     | 30 maggio 1981    | Le Cannet        |
| 12 | Tatiana Rizzo      | S     | 30 dicembre 1986  | Boca Juniors     |
| 13 | Leticia Boscacci   | O     | 30 luglio 1991    | Soverato         |
| 16 | Florencia Busquets | C     | 27 giugno 1989    | Sporting Cristal |
| 17 | Antonella Curatola | P     | 23 ottobre 1991   | Vilsbiburg       |
| 18 | Yael Castiglione   | P     | 27 settembre 1985 | Schwechat Post   |

## Brasile
| N° | Nome                   | Ruolo | Data di nascita   | Squadra        |
| -- | ---------------------- | ----- | ----------------- | -------------- |
| -  | José Roberto Guimarães | All   | 31 agosto 1954    | Campinas       |
| 1  | Fabiana Claudino       | C     | 24 gennaio 1985   | Sesi           |
| 2  | Juciely Barreto        | C     | 18 settembre 1980 | Rio de Janeiro |
| 3  | Danielle Lins          | P     | 5 gennaio 1985    | Sesi           |
| 5  | Adenízia da Silva      | C     | 18 dicembre 1986  | Osasco         |
| 6  | Thaísa de Menezes      | C     | 15 maggio 1987    | Osasco         |
| 7  | Priscila Daroit        | S     | 8 ottobre 1988    | Campinas       |
| 8  | Cláudia da Silva       | P     | 21 settembre 1987 | Minas          |
| 9  | Michelle Pavão         | S     | 31 ottobre 1986   | Praia Clube    |
| 10 | Gabriela Guimarães     | S     | 19 maggio 1994    | Rio de Janeiro |
| 13 | Sheilla de Castro      | O     | 1º luglio 1983    | Osasco         |
| 14 | Fabiana de Oliveira    | L     | 7 marzo 1980      | Rio de Janeiro |
| 15 | Monique Pavão          | O     | 31 ottobre 1986   | Praia Clube    |
| 16 | Fernanda Garay         | S     | 10 maggio 1986    | Osasco         |
| 17 | Josefa de Souza        | P     | 2 marzo 1983      | Osasco         |
| 18 | Camila Brait           | L     | 28 ottobre 1988   | Osasco         |

## Bulgaria
| N° | Nome                | Ruolo | Data di nascita   | Squadra        |
| -- | ------------------- | ----- | ----------------- | -------------- |
| -  | Marcello Abbondanza | All   | 24 agosto 1970    | Rabitə Baku    |
| 1  | Diana Nenova        | P     | 16 aprile 1985    | Lokomotiv Baku |
| 2  | Desislava Nikolova  | S     | 21 dicembre 1991  | Soverato       |
| 4  | Lora Kitipova       | P     | 19 maggio 1991    | VC Stoccarda   |
| 5  | Dobriana Rabadžieva | S     | 14 giugno 1991    | Rabitə Baku    |
| 6  | Cvetelina Zarkova   | C     | 18 dicembre 1986  | Prostějov      |
| 11 | Hristina Ruseva     | C     | 1º ottobre 1990   | Telekom Baku   |
| 12 | Marija Karakaševa   | S     | 27 ottobre 1988   | CSM Bucarest   |
| 13 | Marija Filipova     | L     | 10 settembre 1982 | Lokomotiv Baku |
| 14 | Slavina Koleva      | S     | 22 novembre 1986  | CSKA Sofia     |
| 16 | Elica Vasileva      | S     | 13 maggio 1990    | Campinas       |
| 17 | Strašimira Filipova | C     | 18 agosto 1985    | Uraločka       |
| 18 | Emilija Nikolova    | O     | 26 dicembre 1991  | Imoco          |

## Cina
| N° | Nome         | Ruolo | Data di nascita  | Squadra          |
| -- | ------------ | ----- | ---------------- | ---------------- |
| -  | Lang Ping    | All   | 10 dicembre 1960 | Guangdong Hengda |
| 1  | Yin Na       | C     | 3 febbraio 1988  | Tianjin          |
| 2  | Zhu Ting     | S     | 29 novembre 1994 | Henan            |
| 3  | Mi Yang      | P     | 24 gennaio 1989  | Tianjin          |
| 4  | Wang Na      | P     | 25 febbraio 1990 | Guangdong Hengda |
| 5  | Shen Jingsi  | P     | 3 maggio 1989    | Bayi             |
| 6  | Yang Junjing | C     | 11 maggio 1989   | Bayi             |
| 7  | Zhang Xian   | L     | 16 marzo 1985    | Liaoning         |
| 8  | Zeng Chunlei | O     | 3 novembre 1989  | Beijing          |
| 9  | Wang Yimei   | S     | 11 gennaio 1988  | Liaoning         |
| 10 | Shan Danna   | L     | 8 ottobre 1991   | Zhejiang         |
| 11 | Xu Yunli     | C     | 2 agosto 1987    | Fujian           |
| 12 | Hui Ruoqi    | S     | 4 marzo 1991     | Jiangsu          |
| 13 | Liu Yanhan   | S     | 19 gennaio 1993  | Bayi             |
| 15 | Liu Xiaotong | S     | 16 febbraio 1990 | Beijing          |
| 16 | Zhang Lei    | O     | 11 gennaio 1985  | Shanghai         |
| 17 | Yao Di       | P     | 15 agosto 1992   | Tianjin          |
| 18 | Qiao Ting    | C     | 2 marzo 1992     | Beijing          |
| 19 | Liu Congcong | C     | 8 dicembre 1990  | Bayi             |
| 20 | Chen Zhan    | L     | 11 ottobre 1990  | Jiangsu          |
| 21 | Ma Yunwen    | C     | 19 ottobre 1988  | Shanghai         |
| 22 | Liu Dan      | O     | 29 agosto 1989   | Liaoning         |

## Cuba
| N° | Nome             | Ruolo | Data di nascita   | Squadra        |
| -- | ---------------- | ----- | ----------------- | -------------- |
| -  | Juan Carlos Gala | All   |                   |                |
| 1  | Melissa Vargas   | O     | 16 ottobre 1999   | Cienfuegos     |
| 3  | Alena Rojas      | C     | 9 agosto 1992     | Ciudad Habana  |
| 4  | Yoana Palacio    | S     | 6 ottobre 1990    | Ciudad Habana  |
| 6  | Daimara Lescay   | C     | 5 settembre 1992  | Guantanamo     |
| 8  | Emily Borrell    | L     | 19 febbraio 1992  | Villa Clara    |
| 9  | Dayessi Luis     | L     | 23 ottobre 1996   | Camagüey       |
| 12 | Dairiylys Cruz   | S     | 12 settembre 1990 | Villa Clara    |
| 13 | Rosanna Giel     | C     | 10 giugno 1992    | Ciego de Avila |
| 15 | Beatriz Vilches  | P     | 29 gennaio 1995   | Cienfuegos     |
| 18 | Sulian Matienzo  | S     | 14 dicembre 1994  | Ciudad Habana  |
| 19 | Jennifer Álvarez | P     | 19 novembre 1993  | Cienfuegos     |
| 20 | Heidy Rodríguez  | S     | 24 giugno 1993    | Cienfuegos     |

## Germania
| N° | Nome              | Ruolo | Data di nascita   | Squadra         |
| -- | ----------------- | ----- | ----------------- | --------------- |
| -  | Giovanni Guidetti | All   | 20 settembre 1972 | VakıfBank       |
| 1  | Lenka Dürr        | L     | 10 dicembre 1990  | Vilsbiburg      |
| 2  | Kathleen Weiß     | P     | 2 febbraio 1984   | Bergamo         |
| 3  | Denise Hanke      | P     | 31 agosto 1989    | Schweriner      |
| 4  | Maren Brinker     | S     | 10 luglio 1986    | Busto Arsizio   |
| 5  | Anja Brandt       | C     | 15 febbraio 1990  | Schweriner      |
| 8  | Berit Kauffeldt   | C     | 8 luglio 1990     | Cuatto Giaveno  |
| 9  | Corina Ssuschke   | C     | 9 maggio 1983     | Lokomotiv Baku  |
| 11 | Christiane Fürst  | C     | 29 marzo 1985     | VakıfBank       |
| 12 | Heike Beier       | S     | 9 dicembre 1983   | Casalmaggiore   |
| 13 | Saskia Hippe      | O     | 16 gennaio 1991   | Prostějov       |
| 14 | Margareta Kozuch  | O     | 30 ottobre 1986   | Busto Arsizio   |
| 15 | Lisa Thomsen      | L     | 20 agosto 1985    | Schweriner      |
| 21 | Jennifer Geerties | S     | 5 aprile 1994     | Olympia Berlino |
| 22 | Lisa Izquierdo    | S     | 29 agosto 1989    | Dresdner        |

## Giappone
| N° | Nome             | Ruolo | Data di nascita  | Squadra           |
| -- | ---------------- | ----- | ---------------- | ----------------- |
| -  | Masayoshi Manabe | All   | 21 agosto 1963   | -                 |
| 1  | Miyu Nagaoka     | S     | 25 luglio 1991   | Hisamitsu Springs |
| 2  | Arisa Satō       | S     | 18 luglio 1989   | Hitachi Rivale    |
| 3  | Saori Kimura     | S     | 19 agosto 1986   | VakıfBank         |
| 4  | Kanako Hirai     | C     | 15 aprile 1984   | Hisamitsu Springs |
| 5  | Naoko Hashimoto  | P     | 11 luglio 1984   | Volero Zurigo     |
| 6  | Haruka Miyashita | P     | 1 settembre 1994 | Okayama Seagulls  |
| 7  | Mami Yoshida     | L     | 5 giugno 1986    | Pioneer Red Wings |
| 8  | Kotoki Zayasu    | L     | 11 gennaio 1990  | Hisamitsu Springs |
| 9  | Mizuho Ishida    | S     | 22 gennaio 1988  | Hisamitsu Springs |
| 10 | Nana Iwasaka     | C     | 3 luglio 1990    | Hisamitsu Springs |
| 12 | Yuki Ishii       | S     | 8 maggio 1991    | Hisamitsu Springs |
| 13 | Risa Shinnabe    | S     | 11 luglio 1990   | Hisamitsu Springs |
| 14 | Yukiko Ebata     | S     | 7 novembre 1989  | Hitachi Rivale    |
| 17 | Akari Oumi       | S     | 10 novembre 1989 | NEC Red Rockets   |
| 19 | Riho Ōtake       | C     | 23 dicembre 1993 | Denso Airybees    |
| 20 | Aimi Kawashima   | C     | 15 aprile 1990   | Okayama Seagulls  |

## Italia
| N° | Nome                 | Ruolo | Data di nascita  | Squadra           |
| -- | -------------------- | ----- | ---------------- | ----------------- |
| -  | Marco Mencarelli     | All   | 23 febbraio 1963 | -                 |
| 1  | Indre Sorokaite      | S/O   | 5 luglio 1988    | Azərreyl          |
| 2  | Cristina Barcellini  | S     | 20 novembre 1986 | Imoco             |
| 4  | Letizia Camera       | P     | 1º ottobre 1992  | Imoco             |
| 6  | Monica De Gennaro    | L     | 8 gennaio 1987   | Robursport Pesaro |
| 7  | Martina Guiggi       | C     | 1º maggio 1984   | River             |
| 8  | Noemi Signorile      | P     | 15 febbraio 1990 | Robursport Pesaro |
| 9  | Caterina Bosetti     | S     | 2 febbraio 1994  | Villa Cortese     |
| 10 | Cristina Chirichella | C     | 10 febbraio 1994 | Robursport Pesaro |
| 13 | Valentina Arrighetti | C     | 26 gennaio 1985  | Busto Arsizio     |
| 14 | Valeria Caracuta     | P     | 14 dicembre 1987 | Busto Arsizio     |
| 15 | Floriana Bertone     | C     | 19 novembre 1992 | San Casciano      |
| 17 | Valentina Diouf      | O     | 10 gennaio 1993  | Bergamo           |
| 18 | Carolina Costagrande | S     | 15 ottobre 1980  | Guangdong Hengda  |
| 19 | Raphaela Folie       | C     | 7 marzo 1991     | Villa Cortese     |
| 20 | Alessia Gennari      | L     | 3 novembre 1991  | Chieri Torino     |
| 21 | Valentina Fiorin     | S     | 9 ottobre 1984   | Imoco             |

## Kazakistan
| N° | Nome                   | Ruolo | Data di nascita   | Squadra         |
| -- | ---------------------- | ----- | ----------------- | --------------- |
| -  | Oleksandr Gutor        | All   |                   |                 |
| 1  | Tatyana Mudritskaya    | O     | 17 gennaio 1985   | Anorthōsīs      |
| 2  | Lyudmila Issayeva      | S     | 26 settembre 1989 | Almatı          |
| 3  | Sana Anarkulova        | S     | 21 luglio 1989    | Astana          |
| 4  | Lyudmila Anarbayeva    | C     | 12 novembre 1983  | Žetysu          |
| 5  | Olga Nassedkina        | C     | 28 dicembre 1982  | Žetysu          |
| 7  | Alena Omelchenko       | C     | 19 giugno 1989    | Žetysu          |
| 8  | Korinna Ishimtseva     | P     | 8 febbraio 1984   | Žetysu          |
| 9  | Irina Lukomskaya       | P     | 19 marzo 1991     | Almatı          |
| 10 | Irina Shenberger       | S     | 20 febbraio 1992  | Žetysu          |
| 11 | Marina Storozhenko     | L     | 6 giugno 1985     | Žetysu          |
| 17 | Yekaterina Razorenkova | S     | 3 giugno 1993     | Almatı          |
| 18 | Yelena Gordeyeva       | P     | 23 novembre 1988  | Almatı          |
| 19 | Zarina Sitkazinova     | S     | 20 marzo 1993     | Gracija-KZ Oral |
| 20 | Tatyana Fendrikova     | L     | 23 febbraio 1990  | Almatı          |

## Paesi Bassi
| N° | Nome               | Ruolo | Data di nascita   | Squadra        |
| -- | ------------------ | ----- | ----------------- | -------------- |
| -  | Gido Vermeulen     | All   | 6 ottobre 1964    | -              |
| 2  | Femke Stoltenborg  | P     | 30 luglio 1991    | Fischbek       |
| 3  | Yvon Beliën        | C     | 28 dicembre 1993  | Weert          |
| 4  | Celeste Plak       | S     | 26 ottobre 1995   | Alterno        |
| 5  | Robin de Kruijf    | C     | 5 maggio 1991     | Dresdner       |
| 6  | Maret Grothues     | S     | 16 settembre 1988 | Lokomotiv Baku |
| 7  | Quinta Steenbergen | C     | 2 aprile 1985     | Schweriner     |
| 8  | Judith Pietersen   | S/O   | 3 luglio 1989     | Dresdner       |
| 10 | Lonneke Slöetjes   | O     | 15 novembre 1990  | Münster        |
| 11 | Anne Buijs         | S     | 2 febbraio 1991   | Schweriner     |
| 12 | Manon Flier        | O     | 8 febbraio 1984   | Azərreyl       |
| 14 | Laura Dijkema      | P     | 18 febbraio 1990  | Münster        |
| 16 | Kim Renkema        | S     | 26 agosto 1987    | Villanterio    |
| 19 | Kirsten Knip       | L     | 14 settembre 1992 | Sliedrecht     |

## Polonia
| N° | Nome                 | Ruolo | Data di nascita   | Squadra            |
| -- | -------------------- | ----- | ----------------- | ------------------ |
| -  | Piotr Makowski       | All   | 23 settembre 1968 | Pałac Bydgoszcz    |
| 2  | Maja Tokarska        | C     | 22 febbraio 1991  | Dąbrowa Górnicza   |
| 3  | Karolina Kosek       | S     | 28 giugno 1985    | Yeşilyurt          |
| 5  | Patrycja Polak       | S     | 23 febbraio 1991  | Impel              |
| 7  | Joanna Kaczor        | O     | 16 settembre 1984 | Dąbrowa Górnicza   |
| 8  | Zuzanna Efimienko    | C     | 8 agosto 1989     | Imoco              |
| 9  | Ewelina Sieczka      | S     | 26 gennaio 1988   | BKS                |
| 11 | Kinga Kasprzak       | S     | 12 giugno 1987    | Muszyna            |
| 12 | Milena Sadurek       | P     | 18 ottobre 1984   | Azərreyl           |
| 13 | Paulina Maj          | L     | 22 marzo 1987     | Muszyna            |
| 14 | Joanna Wołosz        | P     | 7 aprile 1990     | Impel              |
| 15 | Agnieszka Kąkolewska | C     | 17 ottobre 1994   | SMS PZPS Sosnowiec |
| 17 | Katarzyna Skowrońska | O     | 30 giugno 1983    | Guangdong Hengda   |
| 18 | Katarzyna Wellna     | O     | 22 marzo 1985     | Impel              |
| 19 | Monika Martałek      | C     | 9 maggio 1990     | PTPS               |
| 20 | Dorota Medyńska      | L     | 25 aprile 1993    | Impel              |

## Porto Rico
| N° | Nome              | Ruolo | Data di nascita   | Squadra               |
| -- | ----------------- | ----- | ----------------- | --------------------- |
| -  | Rafael Olazagasti | All   | -                 | -                     |
| 2  | Shara Venegas     | L     | 18 settembre 1992 | Criollas de Caguas    |
| 3  | Yarimar Rosa      | S     | 20 giugno 1988    | Indias de Mayagüez    |
| 8  | Ania Ruiz         | S     | 7 novembre 1982   | Vaqueras de Bayamón   |
| 11 | Karina Ocasio     | O     | 1º agosto 1985    | Criollas de Caguas    |
| 12 | Michelle Nogueras | P     | 5 dicembre 1988   | Criollas de Caguas    |
| 13 | Remy McBain       | P     | 27 agosto 1991    | Indias de Mayagüez    |
| 14 | Natalia Valentín  | P     | 12 settembre 1989 | Leonas de Ponce       |
| 17 | Sheila Ocasio     | C     | 7 novembre 1982   | Valencianas de Juncos |
| 18 | Lynda Morales     | C     | 20 maggio 1988    | Mets de Guaynabo      |
| 19 | Kanisha Jiménez   | O     | 28 novembre 1995  | Discípulos de Cristo  |
| 20 | Jennifer Quesada  | S     | 22 febbraio 1992  | Vaqueras de Bayamón   |
| 21 | Diana Reyes       | C     | 29 aprile 1993    | Criollas de Caguas    |

## Rep. Ceca
| N° | Nome                | Ruolo | Data di nascita   | Squadra          |
| -- | ------------------- | ----- | ----------------- | ---------------- |
| -  | Carlo Parisi        | All   | 8 marzo 1960      | Busto Arsizio    |
| 1  | Andrea Kossányiová  | S     | 6 agosto 1993     | Prostějov        |
| 2  | Eva Hodanová        | S     | 18 dicembre 1993  | Olymp Praha      |
| 3  | Kristýna Pastulová  | C     | 22 ottobre 1985   | Antares          |
| 4  | Aneta Havlíčková    | O     | 22 dicembre 1990  | Lokomotiv Baku   |
| 5  | Julie Jášová        | L     | 14 settembre 1987 | Fischbek         |
| 7  | Šárka Kubínová      | P     | 19 aprile 1988    | Köniz            |
| 9  | Michaela Hasalíková | C     | 8 aprile 1984     | Lokomotiv Baku   |
| 11 | Veronika Dostálová  | L     | 7 aprile 1992     | Olymp Praha      |
| 13 | Tereza Vanžurová    | S     | 4 aprile 1991     | AGIL             |
| 17 | Ivana Plchotová     | C     | 28 ottobre 1982   | Dąbrowa Górnicza |
| 18 | Pavla Vincourová    | P     | 12 novembre 1992  | Prostějov        |
| 21 | Michaela Mlejnková  | S     | 26 luglio 1996    | Olymp Praha      |

## Rep. Dominicana
| N° | Nome                | Ruolo | Data di nascita   | Squadra             |
| -- | ------------------- | ----- | ----------------- | ------------------- |
| -  | Marcos Kwiek        | All   | 18 luglio 1967    |                     |
| 1  | Annerys Vargas      | C     | 7 agosto 1981     | Rep. Dominicana     |
| 4  | Marianne Fersola    | C     | 16 gennaio 1992   | César Vallejo       |
| 5  | Brenda Castillo     | L     | 5 giugno 1992     | Rabitə Baku         |
| 7  | Niverka Marte       | P     | 11 ottobre 1995   | İqtisadçı           |
| 8  | Cándida Arias       | C     | 11 marzo 1992     | San Martín          |
| 11 | Jeoselyna Rodríguez | O     | 9 dicembre 1991   | Tomis Constanța     |
| 12 | Karla Echenique     | P     | 16 maggio 1986    | Lancheras de Cataño |
| 14 | Prisilla Rivera     | S     | 29 dicembre 1984  | Pinkin de Corozal   |
| 16 | Yonkaira Peña       | S     | 10 maggio 1993    | San Martín          |
| 17 | Gina Mambrú         | O     | 21 gennaio 1986   | Los Cachorros       |
| 18 | Bethania de la Cruz | S     | 13 maggio 1987    | GS Caltex Seoul     |
| 19 | Ana Binet           | L     | 9 febbraio 1992   | Samaná              |
| 20 | Brayelin Martínez   | S/O   | 11 settembre 1996 | Mirador             |

## Russia
| N° | Nome                   | Ruolo | Data di nascita  | Squadra          |
| -- | ---------------------- | ----- | ---------------- | ---------------- |
| -  | Jurij Maričev          | All   | 17 novembre 1960 | Dinamo Krasnodar |
| 1  | Marija Borodakova      | C     | 8 marzo 1986     | Dinamo-Kazan     |
| 3  | Dar'ja Stoljarova      | O     | 29 marzo 1990    | Zareč'e Odincovo |
| 4  | Irina Zarjažko         | C     | 4 ottobre 1991   | Uraločka         |
| 5  | Aleksandra Pasynkova   | S     | 14 aprile 1987   | Uraločka         |
| 6  | Anna Levčenko          | P     | 12 luglio 1981   | Severstal        |
| 7  | Svetlana Krjučkova     | L     | 21 febbraio 1985 | Dinamo Krasnodar |
| 8  | Natalija Hončarova     | O     | 1 giugno 1989    | Dinamo Mosca     |
| 10 | Ekaterina Pankova      | P     | 2 febbraio 1990  | Zareč'e Odincovo |
| 11 | Viktorija Rusakova     | S     | 23 ottobre 1988  | Uraločka         |
| 14 | Natal'ja Dianskaja     | C     | 7 marzo 1989     | Severstal        |
| 15 | Tat'jana Košeleva      | S     | 23 dicembre 1988 | Dinamo Mosca     |
| 17 | Natal'ja Malych        | O     | 18 dicembre 1993 | Zareč'e Odincovo |
| 19 | Anna Malova            | L     | 16 aprile 1990   | Ufimočka         |
| 20 | Anastasija Šljachovaja | C     | 5 ottobre 1990   | Ufimočka         |

## Serbia
| N° | Nome                | Ruolo | Data di nascita  | Squadra         |
| -- | ------------------- | ----- | ---------------- | --------------- |
| -  | Zoran Terzić        | All   | 9 luglio 1966    | Omička          |
| 2  | Jovana Brakočević   | O     | 4 marzo 1988     | VakıfBank       |
| 3  | Sanja Malagurski    | S     | 8 giugno 1990    | Villa Cortese   |
| 4  | Bojana Živković     | P     | 29 marzo 1988    | Omička          |
| 5  | Nataša Krsmanović   | C     | 19 giugno 1985   | Rabitə Baku     |
| 6  | Tijana Malešević    | S     | 18 marzo 1991    | PTPS            |
| 7  | Brižitka Molnar     | S     | 28 luglio 1985   | Galatasaray     |
| 9  | Brankica Mihajlović | S     | 13 aprile 1991   | RC Cannes       |
| 10 | Maja Ognjenović     | P     | 6 agosto 1984    | Impel           |
| 11 | Stefana Veljković   | C     | 9 gennaio 1990   | Villa Cortese   |
| 12 | Jelena Nikolić      | S     | 13 aprile 1982   | VakıfBank       |
| 13 | Ana Bjelica         | O     | 9 luglio 1989    | Stella Rossa    |
| 14 | Nađa Ninković       | C     | 1º novembre 1991 | Volero Zurigo   |
| 16 | Milena Rašić        | C     | 25 ottobre 1990  | RC Cannes       |
| 18 | Suzana Ćebić        | L     | 9 novembre 1984  | Rabitə Baku     |
| 19 | Jasna Majstorović   | S     | 23 aprile 1984   | Tomis Constanța |

## Stati Uniti
| N° | Nome              | Ruolo | Data di nascita  | Squadra             |
| -- | ----------------- | ----- | ---------------- | ------------------- |
| -  | Karch Kiraly      | All   | 3 novembre 1960  | -                   |
| 1  | Alisha Glass      | P     | 5 aprile 1988    | Indias de Mayagüez  |
| 3  | Courtney Thompson | P     | 4 novembre 1984  | Budowlani Łódź      |
| 5  | Tamari Miyashiro  | L     | 8 luglio 1987    | Lokomotiv Baku      |
| 7  | Cassidy Lichtman  | S     | 25 gennaio 1989  | Franches-Montagnes  |
| 8  | Lauren Gibbemeyer | C     | 8 settembre 1988 | Robursport Pesaro   |
| 10 | Kristin Richards  | S     | 30 giugno 1985   | Yeşilyurt           |
| 12 | Kayla Banwarth    | L     | 21 gennaio 1989  | Dresdner            |
| 13 | Christa Harmotto  | C     | 12 ottobre 1986  | Universal Modena    |
| 14 | Nicole Fawcett    | O     | 16 dicembre 1986 | Korea Expressway    |
| 15 | Kelly Murphy      | O     | 20 ottobre 1989  | Vaqueras de Bayamón |
| 16 | Kimberly Hill     | C     | 30 novembre 1989 | Pepperdine          |
| 17 | Lauren Paolini    | C     | 22 agosto 1987   | İqtisadçı           |
| 18 | Regan Hood        | S     | 10 agosto 1983   | Dinamo Bucarest     |
| 19 | Juliann Faucette  | S     | 25 novembre 1989 | Busto Arsizio       |
| 20 | Jenna Hagglund    | P     | 28 maggio 1989   | UGSÉ Nantes         |
| 22 | Rachael Adams     | C     | 3 giugno 1990    | Pałac Bydgoszcz     |

## Thailandia
| N° | Nome                         | Ruolo | Data di nascita  | Squadra          |
| -- | ---------------------------- | ----- | ---------------- | ---------------- |
| -  | Kiattipong Radchatagriengkai | All   | 17 luglio 1966   | İqtisadçı        |
| 1  | Wanna Buakaew                | L     | 2 gennaio 1981   | İqtisadçı        |
| 2  | Piyanut Pannoy               | L     | 10 novembre 1989 | Supreme Chonburi |
| 4  | Thatdao Nuekjang             | C     | 3 febbraio 1994  | Idea Khonkaen    |
| 5  | Pleumjit Thinkaow            | C     | 9 novembre 1983  | İqtisadçı        |
| 6  | Onuma Sittirak               | S     | 13 giugno 1986   | İqtisadçı        |
| 10 | Wilavan Apinyapong           | S     | 6 giugno 1984    | İqtisadçı        |
| 11 | Amporn Hyapha                | C     | 19 maggio 1985   | İqtisadçı        |
| 12 | Tapaphaipun Chaisri          | S     | 29 novembre 1989 | Idea Khonkaen    |
| 13 | Nootsara Tomkom              | P     | 7 luglio 1985    | İqtisadçı        |
| 15 | Malika Kanthong              | O     | 8 gennaio 1987   | İqtisadçı        |
| 16 | Pornpun Guedpard             | P     | 5 maggio 1993    | Nakornnonthaburi |
| 17 | Kaewkalaya Kamulthala        | C     | 7 agosto 1994    | Idea Khonkaen    |
| 18 | Ajcharaporn Kongyot          | C     | 18 giugno 1995   | Supreme Chonburi |
| 19 | Sontaya Keawbundit           | S     | 9 febbraio 1991  | Idea Khonkaen    |

## Turchia
| N° | Nome               | Ruolo | Data di nascita  | Squadra     |
| -- | ------------------ | ----- | ---------------- | ----------- |
| -  | Massimo Barbolini  | All   | 29 agosto 1964   | Galatasaray |
| 1  | Güldeniz Önal      | S     | 25 marzo 1986    | VakıfBank   |
| 3  | Gizem Güreşen      | L     | 14 gennaio 1987  | VakıfBank   |
| 4  | Birgül Güler       | S     | 2 maggio 1990    | Bursa BB    |
| 5  | Ergül Avcı         | C     | 24 luglio 1987   | VakıfBank   |
| 6  | Polen Uslupehlivan | O     | 19 luglio 1993   | VakıfBank   |
| 7  | Seda Tokatlıoğlu   | S/O   | 25 giugno 1986   | Fenerbahçe  |
| 8  | Bahar Toksoy       | C     | 6 febbraio 1988  | VakıfBank   |
| 9  | Özge Kırdar        | P     | 26 giugno 1985   | Eczacıbaşı  |
| 10 | Gözde Kırdar       | S     | 26 giugno 1985   | VakıfBank   |
| 11 | Naz Aydemir        | P     | 14 agosto 1990   | VakıfBank   |
| 13 | Neriman Özsoy      | S     | 13 luglio 1988   | Galatasaray |
| 16 | Büşra Cansu        | C     | 16 luglio 1990   | Eczacıbaşı  |
| 17 | Neslihan Demir     | O     | 9 dicembre 1983  | Eczacıbaşı  |
| 18 | Asuman Karakoyun   | P     | 16 luglio 1990   | Eczacıbaşı  |
| 21 | Aslı Kalaç         | C     | 13 dicembre 1995 | Yeşilyurt   |